# Stayman (manzana)
Stayman es el nombre de una variedad cultivar de manzano (Malus domestica). Esta manzana está cultivada en la colección de la Estación Experimental Aula Dei (Zaragoza). Primeramente cultivado por el Dr. Stayman del condado de Leavenworth, Kansas (EE. UU.), en la década de 1860. Es muy popular su cultivo en el estado de Virginia, aunque es oriunda de Kansas. Muy cultivada desde antiguo como manzana fresca de mesa en la comunidad foral de Navarra, Aragón, Cataluña y en La Rioja. Las frutas tienen una carne crujiente, jugosa con un sabor muy ácido.

## Sinónimos
- "Stayman's Winesap",

## Historia
'Stayman' es una antigua variedad de manzana estadounidense de usos varios, popular en Virginia (EE. UU.). Casi seguramente una plántula de origen parental desconocido. Primero cultivado por el Dr. Stayman del condado de Leavenworth, Kansas (EE. UU.) En la década de 1860. La variedad ganó cierta popularidad comercial en los EE. UU., Después de haber sido promocionada por el famoso vivero "Stark Brothers", principalmente por su valor culinario. Aunque se originó en Kansas, a menudo se asocia con Virginia, donde todavía se cultiva ampliamente en huertos para consumo propio.
Es España 'Stayman' se ha cultivado desde antiguo como manzana fresca de mesa en la comunidad foral de Navarra, Aragón, Cataluña y en La Rioja.
'Stayman' está considerada incluida en las variedades locales autóctonas muy antiguas, cuyo cultivo se centraba en comarcas muy definidas. Se caracterizaban por su buena adaptación a sus ecosistemas y podrían tener interés genético en virtud de su adaptación. Estas se podían clasificar en dos subgrupos: de mesa y de sidra (aunque algunas tenían aptitud mixta).
'Stayman' es una variedad mixta, clasificada como de mesa, también se utiliza en la elaboración de sidra; difundido su cultivo en el pasado por los viveros comerciales y cuyo cultivo en la actualidad se ha incrementado en su uso para elaboración de sidra.

## Características
El manzano de la variedad 'Stayman' tiene un vigor fuerte; tiene un tiempo de floración que comienza a partir del 3 de mayo con el 10% de floración, para el 8 de mayo tiene una floración completa (80%), y para el 15 de mayo tiene un 90% de caída de pétalos, las flores pueden ser dañadas por las heladas tardías; tubo del cáliz en forma de embudo con el tubo profundo que se une con la cavidad central del corazón, y con los estambres situados bajos.
La variedad de manzana 'Stayman ' tiene un fruto de tamaño grande o muy grande; forma tronco-cónica, más ancha que alta, globosa, más acentuada hacia su base, con contorno de leve a marcada irregularidad; piel lisa y un poco grasa; con color de fondo amarillo verdoso o amarillo intenso, importancia del sobre color fuerte, siendo el color del sobre color rojo ciclamen, siendo el reparto del sobre color en chapa/estrías/pinceladas, presentando chapa rojo ciclamen con estrías y pinceladas más oscuras que recubre gran parte del fruto sin llegar a cubrirlo totalmente, acusa punteado abundante, más denso en la cavidad del ojo y decreciendo hacia el pedúnculo, de color blanco o ruginoso, y una sensibilidad al "russeting" (pardeamiento áspero superficial que presentan algunas variedades) débil; pedúnculo corto, rara vez sobrepasa la cavidad, fino, leñoso, tomentoso, engrosado en su extremo, anchura de la cavidad peduncular medianamente ancha, profundidad de la cavidad pedúncular es profunda, con chapa ruginosa más o menos intensa en el fondo, bordes levemente ondulados, y con una  importancia del "russeting" en cavidad peduncular media; anchura de la cavidad calicina ancha o media, profundidad de la cav. calicina poco profunda, bordes ondulados, y de la importancia del "russeting" en cavidad calicina débil; ojo mediano, cerrado; sépalos muy largos, verdosos, pubescentes, divergentes hasta su mitad desde donde se vuelven hacia fuera un poco retorcidos, dando en conjunto un aspecto característico.
Carne de color blanca-crema con algunas fibrillas verdosas, acusando un tono crema-verdoso junto a la epidermis; textura crujiente, jugosa; sabor característico de la variedad, marcadamente acidulado; corazón de tamaño medio, bulbiforme, más cerca del pedúnculo; eje hueco; celdillas de tamaño medio, cartilaginosas de fondo verdoso más o menos intenso, arriñonadas y muy puntiagudas; semillas de color castaño con bordes más oscuros.
La manzana 'Stayman' tiene una época de maduración y recolección muy tardía en el invierno, se recolecta en noviembre. Tiene uso variado pues se usa como manzana de mesa, en la cocina, para jugos, y también como manzana para elaboración de sidra.

## Cultivo
Es un árbol vigoroso y extendido que produce una copa densa. Comienza a producir cosechas bastante jóvenes y presenta vecería es decir produce las cosechas más abundantess cada dos años. La fruta tiende a agrietarse durante las estaciones de crecimiento particularmente lluviosas. No funciona bien en condiciones de crecimiento seco, le favorece los suelos arenosos y arcillosos. Tolera las zonas de resistencia  USDA Hardiness Zones mínima 5 a  máxima 8.

## Ploidismo
Triploide. No produce polen viable para otros manzanos. Sus polinizadores Grupo: C Día: 10.